# Меркёр, Элиза
Элиза́ Меркёр (фр. Élisa Mercœur; 24 июня 1809 года, Сен-Себастьян-сюр-Луар — 7 января 1835 года, Париж) — французская поэтесса.
Рано начала писать и в 16 лет была известна под именем «армориканской музы». Её первый сборник был встречен очень сочувственно, в особенности Ламартином, слишком захвалившим молодого автора.
Меркёр жила в благополучии, но постоянно жаловалась на судьбу и умерла от огорчения, вызванного тем, что знаменитый импресарио Исидор Тейлор отказался принять к постановке её трагедию, посчитав, что пьеса хорошо написана, но по своей теме не привлечёт достаточно публики. Похоронена на кладбище Пер-Лашез (участок 17).
Сочинения Меркёр были изданы посмертно её матерью («Oeuvres», Париж, 1843).